# Maurice Journeau
Maurice Journeau (Biarritz, 7 de noviembre de 1898 — Versalles, 9 de junio de 1999), fue un compositor francés de música clásica, que estuvo activo hasta 1984.
Estudió piano durante su infancia y empezó a componer ya en su adolescencia. En 1917, fue alistado y participó en la I Guerra Mundial. Cuando la guerra acabó, se fue a estudiar composición a París. Sus primeras composiciones fueron un Menuet (minueto) y un Valse (vals). Luego 
Journeau se instaló en Niza, donde vivió diez años, entre 1926 y 1936 y compuso ahí obras para violín.
Journeau dejó un catálogo de alrededor de 75 obras, sobre todo obras para piano y música de cámara, aunque tiene también obras para orquesta y órgano. 